# Diskofil
Diskofil er et dansk kopiband, der blev dannet i Randers i 1994. Bandet består af forsangeren Disko Lydia (Rikke Buch Bendtsen), Porno Bent (Morten Madsen), Tiina Labina (Annette Lolck), Tango Tage (Jan Winther) og Onkel Finn (Flemming "Flev" Nielsen). Sidstnævnte er også kendt som Dario von Slutty. Diskofil har solgt mere end 300.000 eksemplarer af deres albums.
Diskofil debuterede på et beach party i Øster Hurup arrangeret af den lokale Radio ABC, hvor bandet varmede op for sangerinden Whigfield. Det endte med, at pladeselskabet bag Whigfield, Scandiniavn Records, skrev kontrakt med Diskofil.
Diskofil markerede sig fra starten med coverversioner af gamle og nyere danske sange, særligt dansktop- og grandprix-hits – fra Tommy Seebachs Krøller eller ej over C.V. Jørgensens Costa del Sol til engelske klassikere som Village People-hittet YMCA , som blev til Da Johnny ble' til Conny. I 1996 lavede bandet også et cover af det spanske band Los del Rios Macarena, kaldet Margarine. KODA nedlagde imidlertid hurtigt forbud mod sangen, idet Diskofil ikke havde indhentet rettighedshavernes tilladelse.. Diskofil udsendte efterfølgende singlen Disko Karina, som var clearet med Los del Rio.
Disko Lydia var fra 1997 til 2001 erstattet af Boogie Jutta, mens Lydia alias Rikke Buch Bendtsen læste på Malmö Musical Academy. I 1999 oplevede bandet at blive Grammy-nomineret i kategorien Årets Danske Entertainment Udgivelse for albummet En Kødrand Af Klassikere. Samme år deltog bandet i TV3's populære lørdagsunderholdning Fangerne på Fortet.
Oprindeligt skulle DiskoVielenDank fra 2001 have været det sidste album, men i 2005 sendtes opsamlingsalbummet Opkog på gaden, og bandet tog atter på turné. 

## Diskografi

### Singler
- Hvor ska vi sove i nat?
- Disco Tango
- Aage & Du er min øjesten
- Til julebal i Nisseland
- Da Johnny ble' til Conny
- Det li'e det
- En-for-alle & Re-Sepp-ten
- Margarine
- Disko Karina ("Macarena")
- Se Venedig og Dø
- Fem frikadeller
- Trucker Lindy
- Du burde købe dig en tyrolerhat
- Dinge dong
- Sassy onkel Finn
- Den knaldrøde gummibåd
- Kloden drejer
- Voodoo
- Pind-is
- Diggi-Loo-Doggi-Lej
- Kender i den om Rudolf
- Jeg vil kun ha' boogie
- Vågner i natten
- Kold som is
- Hva' har du pakket ind (2005, cover af Infernals From Paris to Berlin)

### Albums
- Plagiat
- Dansant
- 17 Superhits
- Sassy
- En kødrand af klassikere (1999)
- Friture
- Diskount
- Eldorado
- DiskoVielenDank (2001)
- Vores favoritter 1
- Vores favoritter 2
- Opkog
- 100 Go'e 4 CD boks 100 melodier